# 456
| 456                |
| ------------------ |
| Dødsfald - Fødsler |
|                    |

| Gregoriansk kalender | 456 CDLVI               |
| Ab urbe condita      | 1209                    |
| Armensk kalender     | I/T                     |
| Kinesiske kalender   | 3152 – 3153 乙未 – 丙申 |
| Etiopisk kalender    | 448 – 449               |
| Jødisk kalender      | 4216 – 4217             |
| Hindukalendere       |                         |
| - Vikram Samvat      | 511 – 512               |
| - Shaka Samvat       | 378 – 379               |
| - Kali Yuga          | 3557 – 3558             |
| Iransk kalender      | 166 BP – 165 BP         |
| Islamisk kalender    | 171 BH – 170 BH         |

Se også 456 (tal)